# Menua
Menua (armensko Մենուա, Menua) je bil peti znani kralj Urartuja, ki je vladal od okoli 810 pr. n. št. do okoli 786 pr. n. št., * 855-850 pr. n. št.,  † okoli  786 pr. n. št.
Bil je mlajši sin svojega predhodnika, kralja Išpuinija in v zadnjih letih očetovega vladanja njegov sovladar. Menua je v številnih vojnah s sosednjimi državami razširil Urartsko kraljestvo in po celem kraljestvu zapustil številne napise. Centraliziral je državno upravo, utrdil več mest in zgradil več trdnjav. Med slednjimi je bila tudi trdnjava Menuahinili na Araratu. Zgradil je vodni kanal in namakalni sistem, ki se je raztezal po celem kraljestvu. Nekaj namakalnih kanalov je še vidnih.
Nasledil ga je sin Argišti I.

## Sklic
1. ↑   Chahin, M.:  The Kingdom of Armenia: A History. str.  77.

| Menua Rojen: 855 pr. n. št.-850 pr. n. št. Umrl: okoli 786 pr. n. št. |                                                           |                       |
| Predhodnik: Išpuini                                                   | Kralj Urartuja okoli 810 pr. n. št.– okoli 786 pr. n. št. | Naslednik: Argišti I. |